# Urs Jaeggi

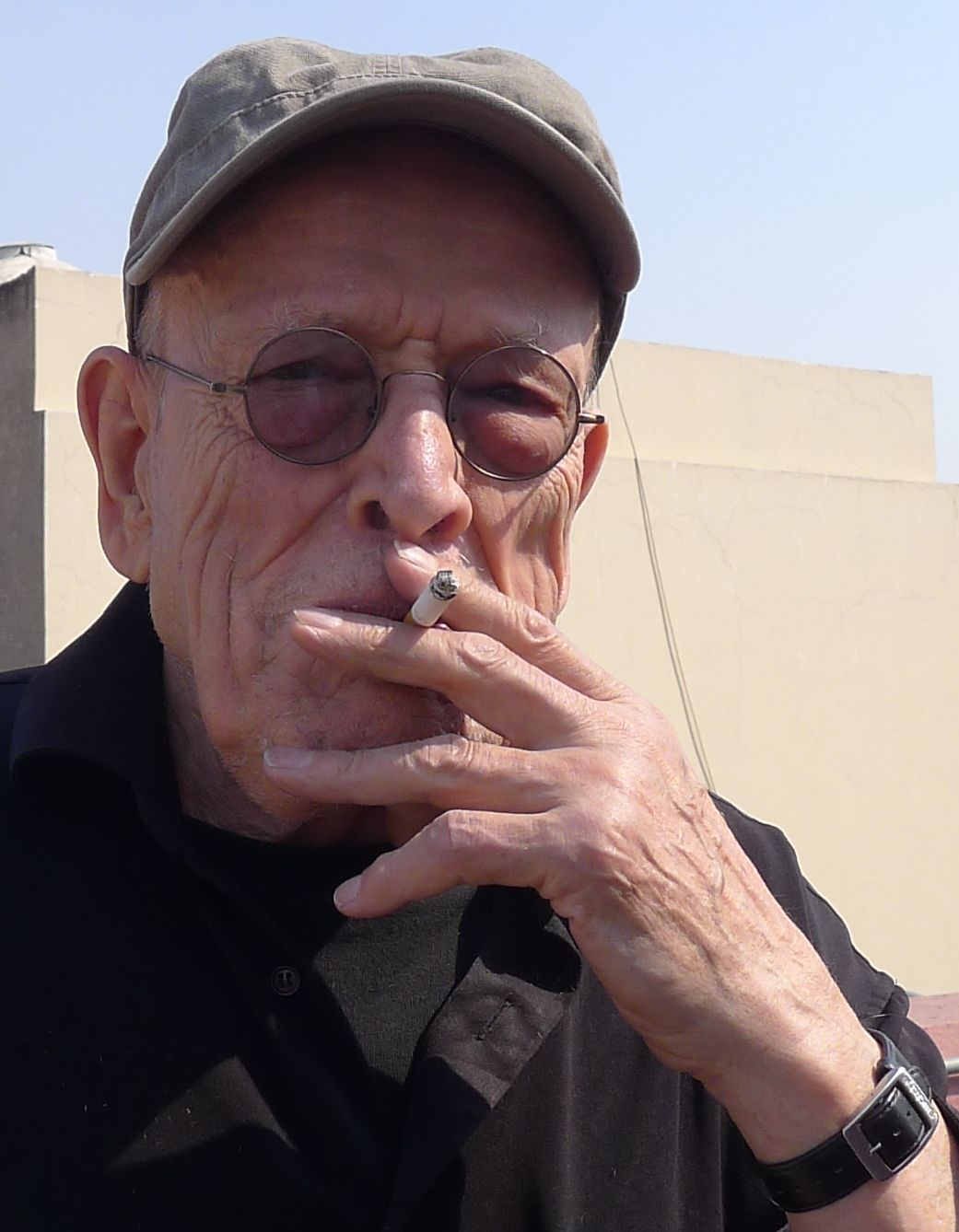
Urs Jaeggi (2011)

Urs Jaeggi [ˈjæki] (* 23. Juni 1931 in Solothurn; † 13. Februar 2021 in Berlin) war ein Schweizer Soziologe, Schriftsteller und bildender Künstler.

## Leben und Werk
Urs Jaeggi – Sohn eines Notars – absolvierte eine Ausbildung zum Bankkaufmann und arbeitete fünf Jahre lang in diesem Beruf. Gleichzeitig holte er auf dem zweiten Bildungsweg seine Matura nach und studierte anschließend Nationalökonomie, Soziologie und Kunstgeschichte in Genf, Bern und Berlin. 1959 wurde er an der Universität Bern zum Dr. rer. pol. promoviert. Dort war er Assistent des Entwicklungssoziologen Richard Fritz Behrendt. Danach war er von 1959 bis 1961 wissenschaftlicher Assistent an der Universität Münster und an der Sozialforschungsstelle in Dortmund. Ab 1961 lehrte er am Soziologischen Institut der Universität Bern, an dem er 1964 habilitiert wurde. 1965 wurde er dort Außerordentlicher Professor für Soziologie. In den 1960er Jahren war er mit der Psychologin Eva Jaeggi verheiratet. Ihre gemeinsame Tochter Rahel Jaeggi ist Professorin für Praktische Philosophie an der HU Berlin.

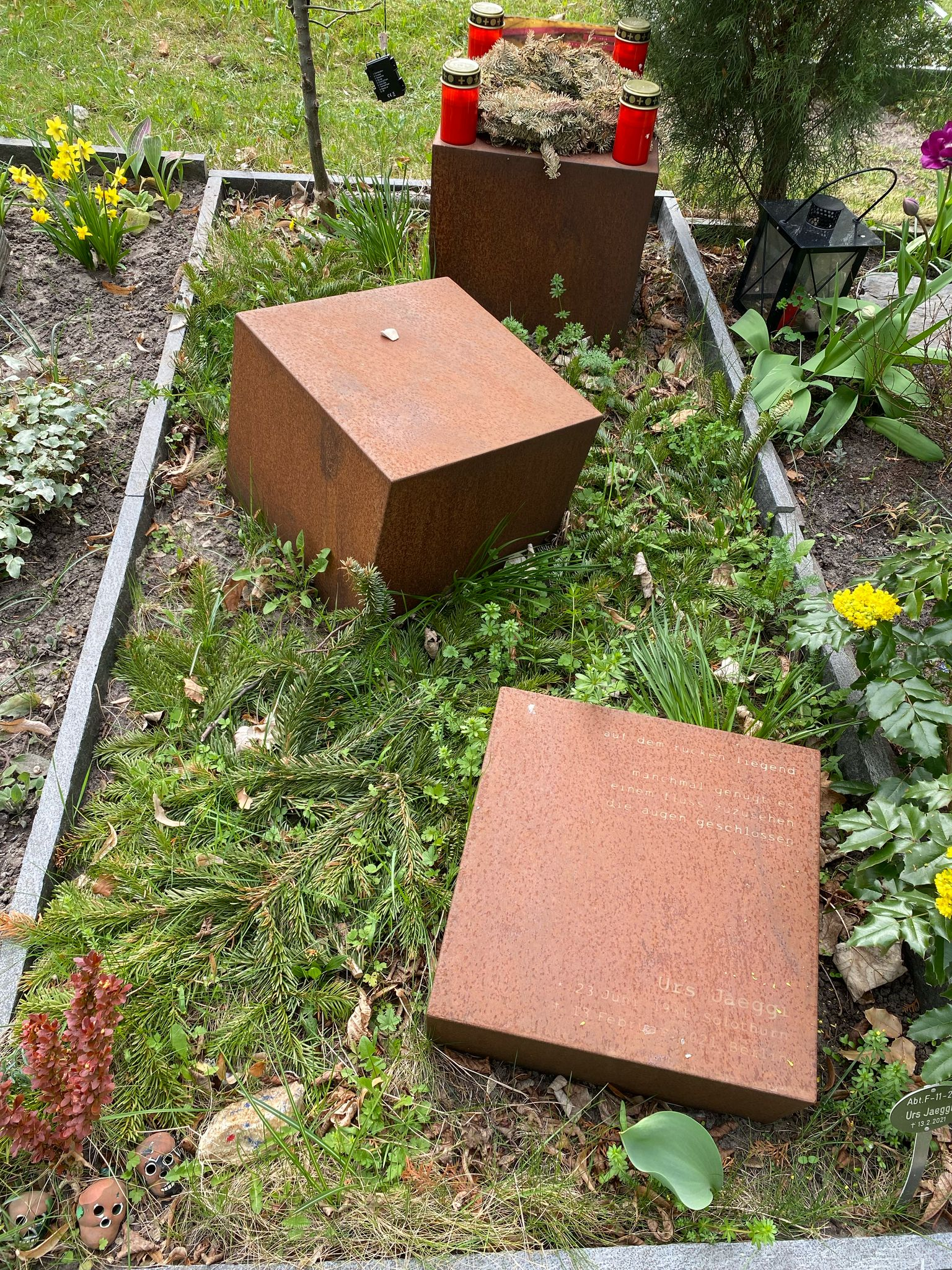
Grabstätte auf dem Alten St.-Matthäus-Kirchhof

1966 erhielt er einen Ruf an die neugegründete Ruhr-Universität Bochum, wo er Inhaber eines Lehrstuhls für Soziologie war. Teile der Studentenbewegung bezogen sich auf sein Werk, insbesondere auf die Analysen in Macht und Herrschaft in der Bundesrepublik (1969). Anders als Leo Kofler, sein Nachfolger auf dem Bochumer Lehrstuhl, verband Jaeggi seine Arbeit auf dem Gebiet der soziologischen Theorie mit Ansätzen empirischer Sozialforschung und veröffentlichte damals unter anderem bedeutende Arbeiten zur Politischen Soziologie. 1970/71 lehrte er als Gastprofessor an der New School for Social Research in New York, währenddessen wurde er von Judith Jánoska-Bendl in Bochum vertreten. Von 1972 bis 1992 war Jaeggi Ordinarius am Institut für Soziologie der Freien Universität Berlin, wo er unter anderem die Dissertation von Rudi Dutschke betreute. Zum Ende dieser Zeit teilte er diese Stelle mit Gabriele Althaus, um sich der Bildhauerei widmen zu können. Jaeggi unterhielt auch ein Atelier.
Urs Jaeggi trat nicht nur als Verfasser zahlreicher soziologischer Arbeiten hervor, sondern auch ab den 1960er Jahren als Autor belletristischer Werke, für die er mehrfach ausgezeichnet wurde. So gewann er 1981 mit Ruth, einem Auszug aus seinem Roman Grundrisse, den Ingeborg-Bachmann-Preis. Sein Archiv befindet sich im Schweizerischen Literaturarchiv in Bern. Ab 1985 war Jaeggi zudem als Maler, Bildhauer und auf dem Gebiet der Aktionskunst tätig. Seine letzte große Ausstellung fand im Sommer 2020 in Berlin statt.
Urs Jaeggi lebte in Berlin und Mexiko-Stadt. Er starb im Februar 2021 im Alter von 89 Jahren in Berlin. Er wurde auf dem Alten St.-Matthäus-Kirchhof beigesetzt. Sein Grab hat die Grabnummer F-011-020.

## Mitgliedschaften
- Deutsche Gesellschaft für Soziologie
- PEN-Zentrum Deutschland, ab 1977
- Verband deutscher Schriftstellerinnen und Schriftsteller
- Verband der Autorinnen und Autoren der Schweiz

## Auszeichnungen (Auswahl)
- 1964 Literaturpreis der Stadt Berlin
- 1978 Literaturpreis des Kantons Bern
- 1981 Ingeborg-Bachmann-Preis
- 1988 Kunstpreis des Kantons Solothurn
- 1998 Niederösterreichischer Kunstpreis

## Werke
- Die gesellschaftliche Elite, Bern [u. a.] 1960
- (mit Herbert Wiedemann) Der Angestellte im automatisierten Büro, Stuttgart 1963
- (mit Robert Bosshard und Jürg Siegenthaler) Sport und Student, Bern [u. a.] 1963
- Die Wohltaten des Mondes, München 1963
- Die Komplicen, München 1964 (Neuauflage Freitag Verlag, Berlin 1982)
- Berggemeinden im Wandel, Bern 1965
- (mit Herbert Wiedemann) Der Angestellte in der Industriegesellschaft, Stuttgart [u. a.] 1966
- Der Soziologe, Bern 1966
- (mit Rudolf Steiner und Willy Wyniger) Der Vietnamkrieg und die Presse, Zürich 1966
- Ein Mann geht vorbei, Zürich [u. a.] 1968
- Ordnung und Chaos, Frankfurt am Main 1968
- Macht und Herrschaft in der Bundesrepublik, Frankfurt am Main [u. a.] 1969. Neue Ausgabe: Kapital und Arbeit in der Bundesrepublik (1973). Fischer Taschenbuch 6510, ISBN 3-43601685-3
- Arbeiterklasse und Literatur, Frankfurt am Main 1972 (zusammen mit Peter Kühne)
- Für und wider die revolutionäre Ungeduld, Zürich [u. a.] 1972
- Literatur und Politik, Frankfurt am Main 1972
- Geschichten über uns, Frankfurt am Main 1973
- (mit Sven Papcke) Revolution und Theorie, Frankfurt am Main
  - Bd. 1: Materialien zum bürgerlichen Revolutionsverständnis, 1974
- Theoretische Praxis, Frankfurt am Main 1976
- Brandeis, Darmstadt [u. a.] 1978 (Roman)
- Gesellschaft und Bewußtsein, Hagen 1980
- Grundrisse, Darmstadt [u. a.] 1981
- Was auf den Tisch kommt, wird gegessen, Darmstadt [u. a.] 1981
- (mit Manfred Fassler) Kopf und Hand, Frankfurt am Main [u. a.] 1982
- Versuch über den Verrat, Darmstadt [u. a.] 1984
- Fazil und Johanna, Frankfurt am Main 1985
- (mit Schang Hutter) Heicho, Edition Mariannenpresse, Berlin-Kreuzberg 1985. ISBN 3-922510-32-9.
- (mit Norbert Ledergerber) Solothurner Filmtage 1966–1985, Fribourg 1985
- Rimpler, Zürich 1987
- Soulthorn, Zürich 1990
- (mit Remy Steinegger) Tessin, Zürich 1991
- Spinoza i(s)st.... , Städtische Bühnen Freiburg [2000], Bühnenbild, Musik, Inszenierung: Art Clay
- Kunst, Berlin 2002
- Durcheinandergesellschaft, Frauenfeld Stuttgart Wien 2008
- Wie wir. Roman. Huber [etc.], Frauenfeld 2009
- Follisophie. Gedichte und Prosa. Klever Verlag, Wien 2013
- Kunst ist überall. Aufsatzsammlung. Ritter, Klagenfurt 2014
- Heimspiele. Prosa. Ritter, Klagenfurt 2015
- Ein Vogel auf der Zunge. Lyrik und Prosa. Klever, Wien 2019
- Lange Jahre Stille als Geräusch. Wewerka Edition, Berlin [2000?], auch erschienen als Hörspiel auf DVD-ROM, DLR, [Berlin] 2005, Regie: Stefanie Hoster; Komposition: Sabine Ercklentz

## Herausgeberschaft
- Sozialstruktur und politische Systeme, Köln 1976
- Theorien des historischen Materialismus, Frankfurt am Main (zusammen mit Axel Honneth)
  - Bd. 1 (1977)
  - Bd. 2. Arbeit, Handlung, Normativität, 1980
- Geist und Katastrophe. Studien zur Soziologie im Nationalsozialismus. Wissenschaftlicher Autoren-Verlag, Berlin 1983
- Mauersprünge, Reinbek bei Hamburg 1988
- Zeitweiliger Mitherausgeber der Blätter für deutsche und internationale Politik

## Ausstellungskataloge
- Bilder von Urs Jaeggi, Solothurn 1985
- Urs Jaeggi, Bern 1990
- Urs Jaeggi, Figuren, Zürich 1991
- Urs Jaeggi: treppen, fliegen, köpfen, worten, Berlin 2004